# توسان ۲۲۲۴
سیارک ۲۲۲۴ (به انگلیسی: 2224 Tucson، نامگذاری:2528P-L) دو هزار و دویست و بیست و چهارمین سیارک کشف شده‌است که در ۲۴ سپتامبر ۱۹۶۰ کشف شد.
قدر مطلق سیارک برابر ۱۱٫۱۰ است.